# Третьяков, Пётр Алексеевич
Пётр Алексеевич Третьяков (начало 1580-х — между 16(26) мая и 13(23) июня 1618) — русский государственный деятель, дипломат.

## Карьера
В 1603—1608 годах — подьячий Посольского приказа.
Летом 1608 года перебежал в Тушинский лагерь, изменив царю Василию Шуйскому. Был пожалован Лжедмитрием II чином думного дьяка (1608), вотчинами в Ростовском и Суздальском уездах. Служил в Поместном приказе самозванца (1609—1610).
В 1610—1611 годах — дьяк в Новгороде.
В 1611 году — думный дьяк Поместного приказа в Первом ополчении.
В 1612 году — глава Посольского приказа Земского правительства.
В царствование Михаила Фёдоровича руководитель приказов: Посольского и Устюжской четверти (1613—1618), думный дьяк Приказа Казанского дворца (1615—1616).
Принимал участие в подготовке Столбовского мира со Швецией (1617).
Покровительствовал английской Московской компании, препятствовал получению голландскими купцами права вести транзитную торговлю с Персией.